# Gabe Gottes (Probstzella)
Gabe Gottes ist ein Weiler in Thüringen, der zum Ortsteil Marktgölitz der Gemeinde Probstzella im Landkreis Saalfeld-Rudolstadt gehört.

## Geografie
Der Weiler Gabe Gottes liegt etwa zwei Kilometer südlich von Marktgölitz im Tal der Loquitz direkt an der Bundesstraße 85. Die Eisenbahnstrecke Saalfeld–Probstzella führt auch durch das Tal mit dem Bahnhof Marktgölitz in der Gemarkung von Gabe Gottes.

## Geschichte
Der Ort Gabe Gottes geht auf die Gründung des Blaufarbenwerkes 1668 zurück. Der Name Gabe Gottes entstand aus einer Sage. Ewig fand man in den Bergwerken von Marktgölitz keinen Eisenstein. Nach langer Zeit fand ein Bergarbeiter einen großen Brocken Eisenstein. Er sagte: Das ist eine Gabe Gottes. Daher der Name. Von 1761 bis 1769 wurde das Blaufarbenwerk zu einem Eisenwerk umgebaut, das Gabe Gottes genannt wurde. Seither wurde dieser Name auch von der Ansiedlung übernommen.
Im Jahr 1898 erwarben die Gebrüder Grosser alle Anlagen des Dachschieferabbaus. Dazu gehörten eine Brauerei, sämtliche Schieferbrüche und auch ein landwirtschaftlicher Hof, der  1952 in die LPG Freundschaft übergeben worden ist. Der Dachschieferabbau kam nach 1945 zu den Schiefergruben Unterloquitz.